# Noria Mabasa
Noria Muelwa Mabasa (sinh năm 1938, Shigalo (Xigalo), Malamulele, Nam Phi) là một nghệ sĩ Tsonga, người làm việc chủ yếu với các vật liệu gốm và gỗ.

## Tiểu sử

### Tuổi thơ
Hoàn toàn tự học, Mabasa hiện cư trú tại làng Tshino ở khu vực Vuwani của Venda, tại đó bà điều hành một trường nghệ thuật và hướng dẫn các học sinh của mình về nghệ thuật chế tạo nồi đất sét và điêu khắc. Bà bắt đầu làm việc với đất sét vào năm 1974 và hai năm sau, năm 1976, bà trở thành người phụ nữ Venda đầu tiên làm việc với chất liệu gỗ. Bà được đào tạo tại địa phương.

### Sự nghiệp
Noria Mabasa không được đào tạo nghệ thuật bài bản chính thức nhưng đã được đào tạo tại địa phương trong việc chế tạo chậu đất sét, bà là một nghệ sĩ toàn thời gian từ năm 1976 và phần lớn công việc của bà được truyền cảm hứng từ những giấc mơ. Sự nghiệp của bà được khơi dậy bởi một giấc mơ lặp đi lặp lại về một bà già, mà lần đầu tiên bà mơ đến vào năm 1965. Người phụ nữ chỉ cho bà cách làm việc trong đất sét; các sản phẩm đất sét đầu tiên của bà là nhỏ và thường được trao cho trẻ em địa phương. Có một lần, Mabasa làm mẫu các bức tượng để đứng dựa vào tường của sân nhà, một thực tế được chia sẻ bởi những người phụ nữ khác trong khu vực, nhưng, sau đó, để đáp lại tầm nhìn, sau đó bà bắt đầu tạo ra những nhân vật cảnh sát tự do và Afrikaner tiên phong để bán cho khách du lịch Nam Phi và nước ngoài. Những hình vẽ đầu tiên của bà được mô phỏng theo hình tượng đất sét và gỗ được sử dụng trong các nghi lễ khởi đầu domba. Phong cách thứ hai rất giống với phong cách được sử dụng bởi những người đàn ông cho bức tượng gỗ. Mabasa ban đầu tìm thấy sự công nhận trên cả nền nghệ thuật quốc gia và quốc tế trong những năm 1980 với những bức tranh gốm của bà được vẽ bằng sơn men. Các nhân vật theo chủ nghĩa tự nhiên của bà được gom lại và bị cháy trong một đám cháy mở. Công việc hiện tại của bà kết hợp giữa nghĩa bóng và chức năng; chậu thường có hình dạng của hình dạng phụ nữ hoặc khuôn mặt đặc trưng.
Các tác phẩm của Mabasa chủ yếu đề cập đến các vấn đề truyền thống, đặc biệt là những vấn đề liên quan đến phụ nữ, cũng như các chủ đề về thần thoại và tâm linh Venda. Tác phẩm điêu khắc bằng gỗ của bà The Flood (1994) và Union Building (1999) là một trong những tác phẩm nổi tiếng nhất của bà.